# 2-е Омское военно-пехотное училище

Второе Омское военно-пехотное училище — высшее военное учебное заведение.

## История училища
На базе Омского военного училища имени М. В. Фрунзе формируется 2-е Омское военнопехотное училище.
15 июля 1941 года закончено формирование училища по штату 19/20 «А» из пяти батальонов численностью по 400 чел. в каждом. Основными подразделениями являлись : 3 стрелковых, один минометный и один пулеметный батальоны. Училище формировали: начальник училища полковник Н. Д. Киселёв, начальник политотдела батальонный комиссар Савченко.
16 июля 1941 года училище приступает к работе.
22 июня 1943 года училище реформировано и перешло на штат 017/210 3-х батальонного состава, численностью 500 человек в каждом. Основными подразделениями были: 2 стрелковых и 1 пулеметно-минометный батальоны.
10 сентября 1943 года училище передислоцировано в город Канск.
5 июня 1944 года училище реформировано и перешло на штат № 017/520 2-х батальонного состава численностью 500 человек в каждом. Основными подразделениями являются: 2 стрелковых батальона.
15 октября 1945 года училище вышло из подчинения СибВО и влилось во вновь сформированный Восточно-Сибирский Военный Округ.
С окончанием Великой Отечественной войны и уменьшением потребности вооружённых сил в офицерских кадрах 1 августа 1946 года училище расформировано. Личный состав и имущество переданы по нарядам Восточно-Сибирского Военного Округа. Архив сдан в центральный архив вооруженных сил СССР г. Бузулук.
В годы Великой Отечественной войны училищем передано в действующую армию 4753 офицера и 4425 сержантов.
В училище с января 1942 года по декабрь 1945 года произведено инспекторских проверок — шесть с общей оценкой «посредственно».

## Выпуски
1-й выпуск офицеров училище провело 15 января 1942 года. Выпущено: в звании «лейтенант» — 708 человек, «младший лейтенант» — 571 человек.
В июне 1942 года училищем проведен 2-й выпуск офицеров. Выпущено: в звании «лейтенант» — 332 человека, «младший лейтенант» — 1218 человек.
С 15 апреля по 15 мая 1943 года училище провело 3-й выпуск. Выпущено: в звании «лейтенант» — 320 человек, «младший лейтенант» — 738 человек.
За 1944 год училище выпустило офицеров: в звании «лейтенант» — 94 человека.
В 1945 году училище провело 2 выпуска. 1-й — в январе 1945 года. Выпущено: 1-й разряд — 10 человек, 2-й — 50 человек, 3-й — 538 человек. 2-й выпуск: 1-й разряд — 2 человека, 2-й — 4 человека, 3-й — 159 человек.
В августе 1942 года часть курсантов училища была отправлена на фронт младшими командирами. Отправка на фронт курсантов сержантами после 3—5-месячной учёбы производилась и в 1943 году: в феврале, не получив офицерских званий, ушли на фронт почти все курсанты осеннего набора 1942 года.
Всего училищем подготовлено и отправлено для укомплектования частей Действующей Армии в звании «сержант» — 4425 человек.

## Боевое знамя
7 января 1944 года училищу было вручено знамя.

## Начальники училища
Училище возглавляли:
- (15.7.1941 г . — 10.11.1943 г.) — полковник Николай Дмитриевич Киселёв;
- (10.11.1943 г. — 04.02.1946 г.) — полковник Ефим Васильевич Самойлович;
- (5.02.1946 г. — 23.6.1946 г.) — полковник Александр Михайлович Кибальчич.

## Командно-преподавательский состав
Во 2-м Омском ВПУ укомплектованность командно-преподавательским составом в течение 1943 года составляла 95—98 %: на 1 февраля — 242 чел. из 244; 1 апреля — 241 чел. из 244; 10 июля — 217 чел. из 244; 1 августа — 156 чел. из 157; 1 сентября —155 чел. из 157; 27 ноября — 123 чел. из 126.

## Герои — выпускники училища
Н. Г. Шариков, выпускник 1942 года.